# NGC 7169
NGC 7169 is een elliptisch sterrenstelsel in het sterrenbeeld Kraanvogel. Het hemelobject werd op 30 september 1834 ontdekt door de Britse astronoom John Herschel.

## Synoniemen
- ESO 237-28
- PGC 67913